# Limnanthaceae
Limnanthaceae é uma família de plantas angiospérmicas (plantas com flor - divisão Magnoliophyta), pertencente à ordem Brassicales.
O grupo contém onze espécies, classificadas em dois géneros, de plantas herbáceas mais ou menos suculentas, oriundas das zonas temperadas da América do Norte.
A classificação clássica coloca esta família na ordem Geraniales.